# Colotes javeti
Colotes javeti é uma espécie de insetos coleópteros polífagos pertencente à família Malachiidae.
A autoridade científica da espécie é Jacquelin Du Val, tendo sido descrita no ano de 1852.
Trata-se de uma espécie presente no território português.